# 호니엘리통 두스 산투스
호니엘리통 두스 산투스 (1977년 4월 28일 ~ )는 브라질의 전직 축구 선수로 과거 포지션은 공격수였으며 국가대표팀에서는 5경기 2골을 기록했는데 이 기록은 유일하게 1999년 FIFA 컨페더레이션스컵에서 기록한 출장수 및 득점이었다.

## 선수 시절

### 클럽
1996년 상파울루 FC에서 데뷔한 이후 16년간 브라질을 비롯해 사우디아라비아(알힐랄 SFC), 러시아(루빈 카잔, 크릴리야 소베토프 사마라), 일본(요코하마 F. 마리노스, 감바 오사카) 등에서 활동하며 빌라 노바의 1996년 브라질 3부 리그 우승, 플루미넨시 FC의 1999년 3부 리그 우승, 2002년 리우데자네이루 지역 리그 우승, 아틀레치쿠 미네이루의 브라질 2부 리그 우승, CR 플라멩구의 2007년 리우데자네이루 지역 리그 우승 및 과나바라컵 우승, 고이아스 EC의 2006년 고이아스 지역 리그 우승, 감바 오사카의 2008년 AFC 챔피언스리그 우승 및 일왕배 우승을 맛보았다.

### 국가대표팀
독일과의 1999년 FIFA 컨페더레이션스컵 B조 1차전에서 국제 A매치 데뷔전을 치렀고 이후 사우디아라비아와의 준결승전에서 A매치 데뷔골을 터뜨렸고 홈팀인 멕시코와의 결승전에서도 득점을 기록하며 팀의 준우승에 일조했으나 이후로는 단 1차례도 국가대표팀에 차출되지 못했다.

## 수상

### 클럽
빌라 노바 (유소년팀)
- 고이아스 지역 리그 : 우승 (1995)
- 캄페오나투 브라질레이루 세리이 C : 우승 (1996)

플루미넨시 FC
- 캄페오나투 브라질레이루 세리이 C : 우승 (1999)
- 리우데자네이루 지역 리그 : 우승 (2002)

아틀레치쿠 미네이루
- 캄페오나투 브라질레이루 세리이 B : 우승 (2006)

CR 플라멩구
- 리우데자네이루 지역 리그 : 우승 (2007)
- 과나바라컵 : 우승 (2007)

고이아스 EC
- 고이아스 지역 리그 : 우승 (2006)

 감바 오사카
- AFC 챔피언스리그 : 우승 (2008)
- 일왕배 : 우승 (2008)

### 국가대표팀
브라질
- FIFA 컨페더레이션스컵 : 준우승 (1999)

## 통계
| 브라질 | 브라질 | 브라질 |
| 연도   | 출전   | 골     |
| ------ | ------ | ------ |
| 1999   | 5      | 2      |
| 합계   | 5      | 2      |